# Rich Vogler
Rich Vogler (Chicago, 26 de julho de 1950 - Salem, 21 de julho de 1990) foi um piloto norte-americano de automobilismo.
Apelidado de Rapid Rich, ficou conhecido por suas participações nas 500 Milhas de Indianápolis. Mesmo não tendo um dos melhores equipamentos que disputavam a famosa corrida, notabilizou-se por eliminar dois ex-campeões. A primeira vítima foi Gordon Johncock, em 1981. Oito anos depois, foi a vez de Johnny Rutherford e da equipe Menard serem despachados do grid.
Vogler morreu em 21 de julho de 1990, cinco dias antes de completar 40 anos, numa corrida no circuito de Salem Speedway.